# Ламберт Крае
Ламберт Кра́е (нім. Lambert Krahe; 15 березня 1712, Дюссельдорф — 2 листопада 1790, там само) — німецький художник і колекціонер творів мистецтва.

## Біографія
Ламберт Крае народився 15 березня 1712 року в Дюссельдорфі в родині курфюрстського чиновника. Про його ранню освіту нічого не відомо. Його покровителем був Фердинанд фон Плеттенберґ (Ferdinand von Plettenberg) — державний діяч, який в 1736 році був призначений на посаду Імператорського посланця папського двору. У наступному році Плеттенберг раптово помер, і Крае знайшов підтримку в Римі, у німецьких єзуїтів. Його новими покровителями стали Алессандро Альбані та Йоганн Вінкельман. В цей час Ламберт працював у студіях італійського художника Marco Benefial і французького Pierre Subleyras; тоді ж він почав збирати свою художню колекцію.
1749 року, за рекомендацією державного секретаря Ватикану Сільвіо Валенти Гонзаги, на кошти курфюрста Баварії Карла IV Теодора, Ламберт Крае розписував вівтар для Церкви єзуїтів у Мангаймі. 1756 року він став завідувачем Художньої галереї Дюссельдорфа. Пізніше курфюрст призначив його керувати створенням нових галерей в Мангаймі та Мюнхені. 1761 року йому було доручено розписати стелю в бібліотеці та в бенкетних залах палацу Бенрат.
У 1762 році Крае відкрив художню школу, яка в 1773 році була перетворена в Дюссельдорфську академію мистецтв, він же став її першим директором. Одним з найвідоміших його учнів був Моріц Келлергофен; його власний син, Петер Жозеф, став архітектором.
Через хворобу очей в останні роки життя митець не писав картин. Він помер 2 листопада 1790 року в Дюссельдорфі.

## Колекція
Крае почав збирати свою колекцію в Римі та поповнював її під час своїх поїздок Німеччиною, Голландією та Францією — в результаті вона включала в себе понад триста картин і близько тисячі рисунків і гравюр XV—XVIII століть. Головною частиною колекції були графічні твори Рафаеля, Мікеланджело і Паоло Веронезе; в неї також входили гравюри Альбрехта Дюрера, Мартіна Шонгауера і офорти Рембрандта.
У 1778 році колекцію купило графство Берг; починаючи з 1932 року, більша її частина перебуває в музеї Кунстпаласт у Дюссельдорфі, менша — в музеї Вальрафа-Ріхарца в Кельні, а також в музеї Лувру.
Центральне місце в колекції займають графічні роботи Рафаеля, Мікеланджело та Паоло Веронезе, а також великі роботи Джан Лоренцо Берніні, П'єтро да Кортона та Джузеппе Пассері. Колекція також включає ксилографії Альбрехта Дюрера, гравюри Мартіна Шонгауера та офорти Рембрандта.